# Ana Borges
Pour les articles homonymes, voir Borges.
Ana Catarina Marques Borges, née le 15 juin 1990, est une footballeuse internationale portugaise qui est multi poste pour le Sporting Portugal.

## Biographie
Native de Gouveia, elle est issue d'ne famille de cinq enfants, dès son plus jeune âge, elle s'intéresse au football, elle commence le football lorsqu'une voisine l'emmene à la Fondation Laura Santos à Gouveia. En 2008, à tout juste 18 ans, elle signe avec le club espagnol du Prainsa Zaragoza. Avec le consentement du club espagnol (car en contrat jusqu'en 2013), pour jouer aux États-Unis, elle part, en mai 2012, avec sa coéquipière Edite Fernandes jouer pour l'équipe de Santa Clarita Blue Heat de la W-League (équivalent à la deuxième division féminine).
Après un court passage au sein de l'Atlético Madrid, la joueuse de 24 ans est abordée par les clubs anglais de Liverpool et du Chelsea LFC, elle signe finalement avec ce dernier en juin 2014.
Sa polyvalence sur le flanc est précieuse et elle devient une figure populaire sur et hors des terrains, elle fait partie de l'équipe qui réalise le doublé 2015, devenant ainsi la première portugaise à remporter un titre de championne en Angleterre. En décembre 2016, Ana Borges, prolonge son contrat avec les Blues jusqu'en juin 2018, mais l'internationale portugaise est prêtée dès janvier au club portugais de Lisbonne, le Sporting CP. En mars 2017 elle est élue meilleure joueuse portugaise de l'année lors du « Gala das Quinas » avec qui elle remporte le championnat et la coupe. Le prêt est devenu transfert en signant un contrat de trois ans avec le Sporting CP en juillet 2017. En 2017, elle a reçu le prix Stromp dans la catégorie athlète féminine. En juin 2018, elle est élue meilleur joueuse de la saison 2017-2018. Après la blessure de Solange Carvalhas, elle reprend le capitanat de l’équipe. Avec l’arrivée de Susana Cova au Sporting CP, elle commence à jouer comme arrière droit, un poste qu’elle continue à occuper avec Mariana Cabral, participant à la conquête de la Super Coupe et de la Coupe du Portugal de la saison 2022/23.
Depuis juillet 2022, elle est la joueuse portugaise la plus capée de tous les temps.

## Statistiques

### En club
| Saison                | Club                    | Championnat               | Championnat | Championnat | Coupe(s) nationale(s) | Coupe(s) nationale(s) | Compétition(s) continentale(s) | Compétition(s) continentale(s) | Compétition(s) continentale(s) | Sélection        | Sélection | Sélection | Total | Total |
| Saison                | Club                    | Division                  | M.          | B.          | M.                    | B.                    | Comp.                          | M.                             | B.                             | Équipe           | M.        | B.        | M.    | B.    |
| 2007-2008             | Laura Santos            | -                         | -           | -           | -                     | -                     | -                              | -                              | -                              | Portugal U19     | 11        | 4         | 11    | 4     |
| Sous-total            | Sous-total              | Sous-total                | -           | -           | -                     | -                     | -                              | -                              | -                              | -                | 11        | 4         | 11    | 4     |
| 2008-2009             | Prainsa Zaragoza        | Primera División Femenina | 26          | 4           | 4                     | 1                     | -                              | -                              | -                              | Portugal A & U19 | 14        | 3         | 44    | 8     |
| 2009-2010             | Prainsa Zaragoza        | Primera División Femenina | 26          | 8           | 2                     | 0                     | -                              | -                              | -                              | Portugal A       | 11        | 2         | 39    | 10    |
| 2010-2011             | Prainsa Zaragoza        | Primera División Femenina | 24          | 7           | 2                     | 0                     | -                              | -                              | -                              | Portugal A       | 6         | 0         | 32    | 7     |
| 2011-2012             | Prainsa Zaragoza        | Primera División Femenina | 30          | 7           | 0                     | 0                     | -                              | -                              | -                              | Portugal A       | 8         | 3         | 38    | 10    |
| Sous-total            | Sous-total              | Sous-total                | 106         | 26          | 8                     | 1                     | -                              | -                              | -                              | -                | 39        | 8         | 153   | 35    |
| 2012                  | Santa Clarita Blue Heat | W-League                  | -           | -           | -                     | -                     | -                              | -                              | -                              | -                | 0         | 0         | 0     | 0     |
| Sous-total            | Sous-total              | Sous-total                | -           | -           | -                     | -                     | -                              | -                              | -                              | -                | 0         | 0         | 0     | 0     |
| 2012-2013             | Prainsa Zaragoza        | Primera División Femenina | 24          | 9           | 0                     | 0                     | -                              | -                              | -                              | Portugal A       | 12        | 0         | 36    | 9     |
| Sous-total            | Sous-total              | Sous-total                | 24          | 9           | 0                     | 0                     | -                              | -                              | -                              | -                | 12        | 0         | 36    | 9     |
| 2013-2014             | Atlético Madrid         | Primera División Femenina | 21          | 0           | 0                     | 0                     | -                              | -                              | -                              | Portugal A       | 6         | 1         | 27    | 1     |
| Sous-total            | Sous-total              | Sous-total                | 21          | 0           | 0                     | 0                     | -                              | -                              | -                              | -                | 6         | 1         | 27    | 1     |
| 2014                  | Chelsea LFC             | FA Women's Super League   | 9           | 1           | 3                     | 1                     | -                              | -                              | -                              | Portugal A       | 7         | 1         | 19    | 3     |
| 2015                  | Chelsea LFC             | FA Women's Super League   | 12          | 0           | 8                     | 0                     | LDC                            | 4                              | 0                              | Portugal A       | 13        | 1         | 37    | 1     |
| 2016                  | Chelsea LFC             | FA Women's Super League   | 13          | 2           | 2                     | 0                     | LDC                            | 2                              | 0                              | Portugal A       | 8         | 0         | 25    | 2     |
| Sous-total            | Sous-total              | Sous-total                | 34          | 3           | 13                    | 1                     | -                              | 6                              | 0                              | -                | 28        | 2         | 81    | 6     |
| 2016-2017             | Sporting CP             | Liga Allianz              | 13          | 2           | 4                     | 0                     | -                              | 0                              | 0                              | Portugal A       | 16        | 0         | 33    | 2     |
| 2017-2018             | Sporting CP             | Liga Allianz              | 19          | 9           | 5                     | 0                     | LDC                            | 3                              | 0                              | Portugal A       | 8         | 0         | 35    | 9     |
| 2018-2019             | Sporting CP             | Liga Allianz              | 15          | 4           | 3                     | 0                     | LDC                            | 3                              | 2                              | Portugal A       | 13        | 0         | 34    | 6     |
| 2019-2020             | Sporting CP             | Liga Allianz              | 14          | 0           | 4                     | 0                     | -                              | 0                              | 0                              | Portugal A       | 3         | 0         | 21    | 0     |
| 2020-2021             | Sporting CP             | Liga Allianz              | 20          | 8           | 3                     | 0                     | -                              | 0                              | 0                              | Portugal A       | 10        | 1         | 33    | 9     |
| 2021-2022             | Sporting CP             | Liga Allianz              | 12          | 2           | 8                     | 0                     | -                              | 0                              | 0                              | Portugal A       | 22        | 1         | 42    | 3     |
| 2022-2023             | Sporting CP             | Liga Allianz              | 19          | 2           | 8                     | 1                     | -                              | 0                              | 0                              | Portugal A       | 12        | 0         | 39    | 3     |
| 2023-2024             | Sporting CP             | Liga Allianz              | 19          | 0           | 10                    | 0                     | -                              | 0                              | 0                              | Portugal A       | 14        | 0         | 43    | 0     |
| 2024-2025             | Sporting CP             | Liga Allianz              | 1           | 0           | 2                     | 0                     | -                              | 0                              | 0                              | Portugal A       | 2         | 0         | 5     | 0     |
| Sous-total            | Sous-total              | Sous-total                | 132         | 27          | 47                    | 1                     | -                              | 6                              | 2                              | -                | 78        | 2         | 263   | 32    |
| Total sur la carrière | Total sur la carrière   | Total sur la carrière     | 318         | 65          | 68                    | 3                     | -                              | 12                             | 2                              |                  | 196       | 17        | 594   | 87    |

Statistiques actualisées le 1er septembre 2024

#### Matchs disputés en coupes continentales
| Matchs | Date             | Stade                            | Adversaire      | Résultat | Minutes | Compétition         | Buts | Tour                   | Club        |
| ------ | ---------------- | -------------------------------- | --------------- | -------- | ------- | ------------------- | ---- | ---------------------- | ----------- |
| 1      | 8 octobre 2015   | Wheatsheaf Park, Staines         | Glasgow City FC | 1 – 0    | 21 min  | Ligue des champions | 0    | Seizièmes de finale    | Chelsea     |
| 2      | 14 octobre 2015  | Excelsior Stadium, Airdrie       | Glasgow City FC | 0 – 3    | 90 min  | Ligue des champions | 0    | Seizièmes de finale    | Chelsea     |
| 3      | 11 novembre 2015 | Wheatsheaf Park, Staines         | VfL Wolfsbourg  | 1 – 2    | 90 min  | Ligue des champions | 0    | Huitièmes de finale    | Chelsea     |
| 4      | 18 novembre 2015 | VfL-Stadium, Wolfsbourg          | VfL Wolfsbourg  | 2 – 0    | 73 min  | Ligue des champions | 0    | Huitièmes de finale    | Chelsea     |
| 5      | 5 octobre 2016   | Stamford Bridge, Londres         | VfL Wolfsbourg  | 0 – 3    | 28 min  | Ligue des champions | 0    | Seizièmes de finale    | Chelsea     |
| 6      | 12 octobre 2016  | VfL-Stadium, Wolfsbourg          | VfL Wolfsbourg  | 1 – 1    | 90 min  | Ligue des champions | 0    | Seizièmes de finale    | Chelsea     |
| 7      | 22 août 2017     | Stade Hévízi út, Budapest        | BIIK Kazygurt   | 2 – 1    | 90 min  | Ligue des champions | 0    | Phase de qualification | Sporting CP |
| 8      | 25 août 2017     | Stade Nándor Hidegkuti, Budapest | MTK Budapest FC | 2 – 0    | 86 min  | Ligue des champions | 0    | Phase de qualification | Sporting CP |
| 9      | 28 août 2017     | Stade Hévízi út, Budapest        | KF Hajvalia     | 1 – 4    | 71 min  | Ligue des champions | 0    | Phase de qualification | Sporting CP |
| 10     | 7 août 2018      | Stade Gradski vrt, Osijek        | Avaldsnes IL    | 3 – 2    | 90 min  | Ligue des champions | 1    | Phase de qualification | Sporting CP |
| 11     | 10 août 2018     | Stade Gradski vrt, Osijek        | ŽNK Osijek      | 3 – 0    | 86 min  | Ligue des champions | 0    | Phase de qualification | Sporting CP |
| 12     | 13 août 2018     | Stade HNK Cibalia, Vinkovci      | ŽFK Dragon 2014 | 0 – 4    | 90 min  | Ligue des champions | 1    | Phase de qualification | Sporting CP |

### En sélection nationale
Ses débuts en sélection portugaise date du 28 septembre 2006, où elle revêt le maillot des moins de 19 ans, lors d'un match de qualification pour le championnat d'Europe des U19 en Islande, face à l'équipe de Turquie U19. 
Sa première sélection avec les A, a lieu lors de l'Algarve Cup 2009, le 4 mars 2009 face à la Pologne, victoire 2 à 1, elle inscrit, lors de cette rencontre son premier but en sélection. 
Elle est désignée meilleure joueuse portugaise de l'Algarve Cup 2012.
En novembre 2017, elle effectue sa 100e sélection pour le Portugal lors de la qualification pour la Coupe du Monde Féminine de la FIFA 2019 contre la Moldavie.
| Matches officiels de Ana Borges en sélections portugaises au 20 avril 2023 | Matches officiels de Ana Borges en sélections portugaises au 20 avril 2023 | Matches officiels de Ana Borges en sélections portugaises au 20 avril 2023 | Matches officiels de Ana Borges en sélections portugaises au 20 avril 2023 | Matches officiels de Ana Borges en sélections portugaises au 20 avril 2023 |
| Club                                                                       | V.                                                                         | N.                                                                         | D.                                                                         | Buts                                                                       |
| -------------------------------------------------------------------------- | -------------------------------------------------------------------------- | -------------------------------------------------------------------------- | -------------------------------------------------------------------------- | -------------------------------------------------------------------------- |
| Portugal U19 (27 matchs:14.67 %) (Complet)                                 | 5 (18.52 %)                                                                | 7 (25.93 %)                                                                | 15 (55.55 %)                                                               | 5 (31.25 %)                                                                |
| Portugal A (157 matchs:85.33 %) (Complet)                                  | 64 (40.76 %)                                                               | 27 (17.20 %)                                                               | 66 (42.04 %)                                                               | 11 (68.75 %)                                                               |
| Total (Incomplet)                                                          | 69 (37.50 %)                                                               | 34 (18.48 %)                                                               | 81 (44.02 %)                                                               | 16                                                                         |

#### Buts d'Ana Borges en sélection du Portugal
| Sélections | Date             | Stade                                       | Adversaire           | Résultat | Compétition          | Buts |
| ---------- | ---------------- | ------------------------------------------- | -------------------- | -------- | -------------------- | ---- |
| 1          | 4 mars 2009      | Estadio Municipal, Albufeira                | Pologne              | 2 – 1    | Algarve Cup 2009     | 1    |
| 2          | 6 mars 2009      | Estádio Municipal, Albufeira                | Pays de Galles       | 2 – 1    | Algarve Cup 2009     | 1    |
| 9          | 21 novembre 2009 | Parc des sports de Nova Gorica, Nova Gorica | Slovénie             | 0 – 4    | Qualif. Mondial 2011 | 1    |
| 13         | 27 mars 2010     | Complexo Desportivo da Tocha, Tocha         | Italie               | 1 – 3    | Qualif. Mondial 2011 | 1    |
| 25         | 2 mars 2012      | Estádio Municipal, Parchal                  | Hongrie              | 4 – 0    | Algarve Cup 2012     | 1    |
| 26         | 5 mars 2012      | Estádio Algarve, Faro                       | République d'Irlande | 2 – 1    | Algarve Cup 2012     | 2    |
| 44         | 14 janvier 2014  | Estádio do Marítimo, Funchal                | Suisse               | 1 – 2    | Amical               | 1    |
| 72         | 26 novembre 2015 | Estádio António Coimbra da Mota, Estoril    | Monténégro           | 6 – 1    | Qualif. Euro 2017    | 1    |
| 126        | 27 novembre 2020 | Estádio do Restelo, Lisbonne                | Écosse               | 1 – 0    | Qualif. Euro 2022    | 1    |
| 134        | 21 octobre 2021  | Estádio do Bonfim, Setúbal                  | Serbie               | 2 – 1    | Qualif. Mondial 2023 | 1    |

## Palmarès

### Avec lePrainsa Zaragoza
- Finaliste de la Copa de la Reina de Fútbol en 2009 et 2013

### Avec leChelsea Ladies
- Vainqueur du Championnat d'Angleterre : 1 fois — 2014-2015
- Vainqueur de la Coupe d'Angleterre : 1 fois — 2014-2015
- Vice championne du Championnat d'Angleterre en 2014
- Finaliste de la Coupe d'Angleterre en 2016

### Avec leSporting CP
- Vainqueur du Championnat du Portugal : 2 fois — 2016-2017 et 2017-2018
- Vainqueur de la Coupe du Portugal : 3 fois — 2016-1207, 2017-2018 et 2021-2022
- Vainqueur de la Supercoupe : 2 fois — 2017 et 2021
- Vice-championne du Championnat du Portugal : 3 fois — 2018-2019, 2020-2021, 2021-2022
- Finaliste de la Supercoupe : 1 fois — 2018
- Finaliste de la Coupe de la ligue : 1 fois — 2020-21